# White City (Louisiane)
Ne doit pas être confondu avec White City (Massachusetts).
Pour les articles homonymes, voir Ville blanche.

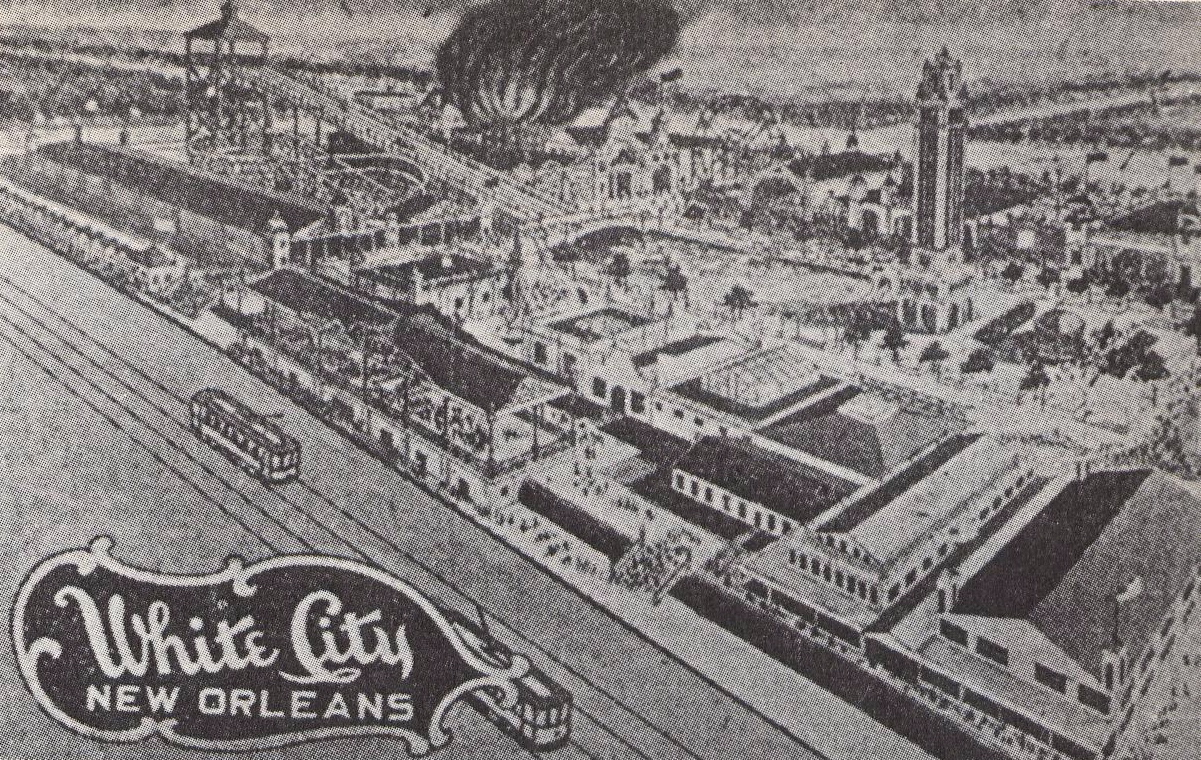
carte postale du parc de 1908.

White City est un ancien parc d'attractions qui était situé à La Nouvelle-Orléans, en Louisiane. 
Le promoteur Charles C. Mathews ouvrit le parc le 4 mai 1907. En plus des attractions et manèges, le parc proposait plusieurs spectacles musicaux dont de l'opéra.
Après la fermeture du parc en 1913, le terrain fut réutilisé pour la construction du Pelican Stadium.